# Skotští liberální demokraté
Skotští liberální demokraté jsou skotská liberální politická strana, fungující jako místní pobočka Liberálních demokratů. Strana drží 4 křesla ve Skotském parlamentu a v současnosti je v opozici. Nynějším předsedou je Alex Cole-Hamilton.

## Organizace a politika
Skotští liberální demokraté jsou na rozdíl od ostatních organizací celostátních politických stran ve Skotsku odděleni od Liberálních demokratů; svoji nezávislou politiku vždy zdůrazňovali, i když se v posledních letech více přibližují celostátní linii.
Ideologicky jsou liberální stranou stojící ve středu až levém středu. Podporují skotskou a velšskou autonomii, tedy federalizaci Spojeného království i federalizaci Evropy. Nepřejí si ale skotskou nezávislost; v referendu v roce 2014 se vyslovili proti ní. Skotští liberálové podporují občanské svobody a odpovědnou fiskální politiku Skotského parlamentu.
Voličskou základnu tvoří převážně střední třída a venkovské a předměstské obyvatelstvo. Historicky mají Liberální demokraté nejpevnější baštu na souostrovích Orkneje a Shetlandy.

## Přidružené organizace
- Skotští mladí liberálové (Liberal Youth Scotland) - mládežnická organizace strany
- Liberálně demokratické ženy (Liberal Denocrats Women) - organizace zaměřující se na rovnost pohlaví
- Zelení liberální demokraté (Green Liberal Democrats) - skupina zaměřující se na kampaně a program na ochranu životního prostředí
- Sdružení skotských liberálně demokratických radních (Association of Scottish Liberal Democrats Councillors) - asociace sdružující obecní radní za Skotské liberální demokraty
- Liberální demokraté pro LGBT rovnost (Liberal Democrats for LGBT Equality) - organizace prosazující rovná práva homosexuálů

## Historie
Skotští liberální demokraté vznikli roku 1988 ze Skotské liberální strany, odnože celostátní Liberální strany. Během devadesátých let podporovali vznik skotské samosprávy, ke kterému došlo roku 1999. Ve volbách do Skotského parlamentu ve stejném roce získali liberální demokraté 17 mandátů z celkových 129. Volby vyhráli labouristé, nezískali ale většinu a do vlády tedy přizvali právě liberální demokraty. V nové skotské vládě obsadil jejich lídr Jim Wallace pozici vicepremiéra a ministra spravedlnosti, strana ještě získala ministra pro venkovské záležitosti.
Vláda se vyvarovala jakýchkoli kauz a spolupráce byla hodnocena jako úspěšná, pokračovala tedy i po volbách roku 2003. Liberální demokraté v nové vládě obsadili tři ministerská křesla (venkov, doprava a životní prostředí) včetně vicepremiéra. Ve volbách 2007 ale ztratili jeden mandát a vzhledem ke ztrátám labouristů sestavila vládu Skotská národní strana. Od této chvíle jsou zatím skotští liberálové v opozici. V roce 2011 utrpěli ve volbách těžké ztráty, když spadli ze 16 mandátů na pouhých 5. Vládu opět sestavili skotští nacionalisté, stejně tak po volbách 2016, kdy liberální demokraté opět obsadili 5 křesel.
Pro volby do Skotského parlamentu v roce 2021 lídr strany Willie Rennie nabízel „klidnou alternativu mezi chaosem“, způsobeným podle něj jak konzervativní politikou Borise Johnsona, tak eventuální skotskou nezalvislostí. Liberální demokraté by se podle něj měli zasadit o obnovu země po pandemii koronaviru, založené na např. zlepšení školství či vytváření více zelených pracovních míst.
Ve volbách nicméně strana zažila neúspěch, když ztratila jedno křeslo z volebních regionů, přestože se straně dařilo ve volebních obvodech, kde obhájila všechny čtyři mandáty a jen velmi těsně jí unikl zisk mandátu za obvod na Skotské vysočině. Vzhledem ke ztrátě pátého křesla Liberální demokraté ztratili některá dodatečná práva v parlamentu.

## Volební výsledky

### Skotský parlament
| Volby | Volební obvody | Volební obvody | Volební regiony | Volební regiony | Celkem | ±   | Pozice | Postavení |
| Volby | %              | Mandáty        | %               | Mandáty         | Celkem | ±   | Pozice | Postavení |
| ----- | -------------- | -------------- | --------------- | --------------- | ------ | --- | ------ | --------- |
| 1999  | 14,2%          | 12/73          | 12,4%           | 5/56            | 17/129 | ▬0  | ▬4.    | Vláda     |
| 2003  | 15,4%          | 13/73          | 11,8%           | 4/56            | 17/129 | ▬0  | ▬4.    | Vláda     |
| 2007  | 16,2%          | 11/73          | 11,3%           | 5/56            | 16/129 | ▼1  | ▬4.    | Opozice   |
| 2011  | 7,9%           | 2/73           | 5,2%            | 3/56            | 5/129  | ▼11 | ▬4.    | Opozice   |
| 2016  | 7,8%           | 4/73           | 5,2%            | 1/56            | 5/129  | ▬0  | ▼5.    | Opozice   |
| 2021  | 6,9%           | 4/73           | 5,1%            | 0/56            | 4/129  | ▼1  | ▬5.    | Opozice   |

### Parlament Spojeného království (za Skotsko)

Oranžová barva vyznačuje volební obvody, kde ve volbách 2024 vyhráli liberální demokraté.

| Volby | Hlasy | Mandáty | ±   | Pozice  |
| ----- | ----- | ------- | --- | ------- |
| 1992  | 13,1  | 9/72    | ▲6  | Opozice |
| 1997  | 13,0  | 10/72   | ▲1  | Opozice |
| 2001  | 16,3  | 10/72   | ▬0  | Opozice |
| 2005  | 22,6  | 11/59   | ▲1  | Opozice |
| 2010  | 18,9  | 11/59   | ▬0  | Vláda   |
| 2015  | 7,5   | 1/59    | ▼10 | Opozice |
| 2017  | 6,8   | 4/59    | ▲3  | Opozice |
| 2019  | 9,5   | 4/59    | ▬0  | Opozice |
| 2024  | 9,7   | 6/57    | ▲2  | Opozice |